# Pseudopanurgus illinoiensis
Pseudopanurgus illinoiensis is een vliesvleugelig insect uit de familie Andrenidae. De wetenschappelijke naam van de soort is voor het eerst geldig gepubliceerd in 1878 door Cresson.